# 피아 미아
피아 미아(Pia Mia, 1996년 9월 19일 ~ )는 괌의 가수, 배우, 모델이다.

## 음반 목록

### EP
- The Gift (2013)
- The Gift 2 (2017)

## 작품 목록

### 영화
- 애프터After (2019) - 트리스탄 역